# Ádám Varga
Ádám Varga (Budapest, 20 novembre 1999) è un canoista ungherese, vicecampione olimpico ai Giochi di Tokyo 2020 ed a Parigi 2024 nel K1-1000 metri.

## Palmarès
| Anno | Manifestazione  | Sede   | Evento    | Risultato | Prestazione | Note |
| ---- | --------------- | ------ | --------- | --------- | ----------- | ---- |
| 2021 | Giochi olimpici | Tokyo  | K1 1000 m | Argento   | 3'22"43     |      |
| 2024 | Giochi olimpici | Parigi | K1 1000 m | Argento   | 3'24"76     |      |